# My Turn
«My Turn» —[maɪ tɜːn]; en español: «Mi turno»— es una canción de la cantante checa Martina Bárta. Fue elegida para representar a la República Checa en el Festival de la Canción de Eurovisión de 2017 mediante la elección interna de la emisora checa Česká televize (ČT) el 7 de marzo de 2017.

## Festival de Eurovisión

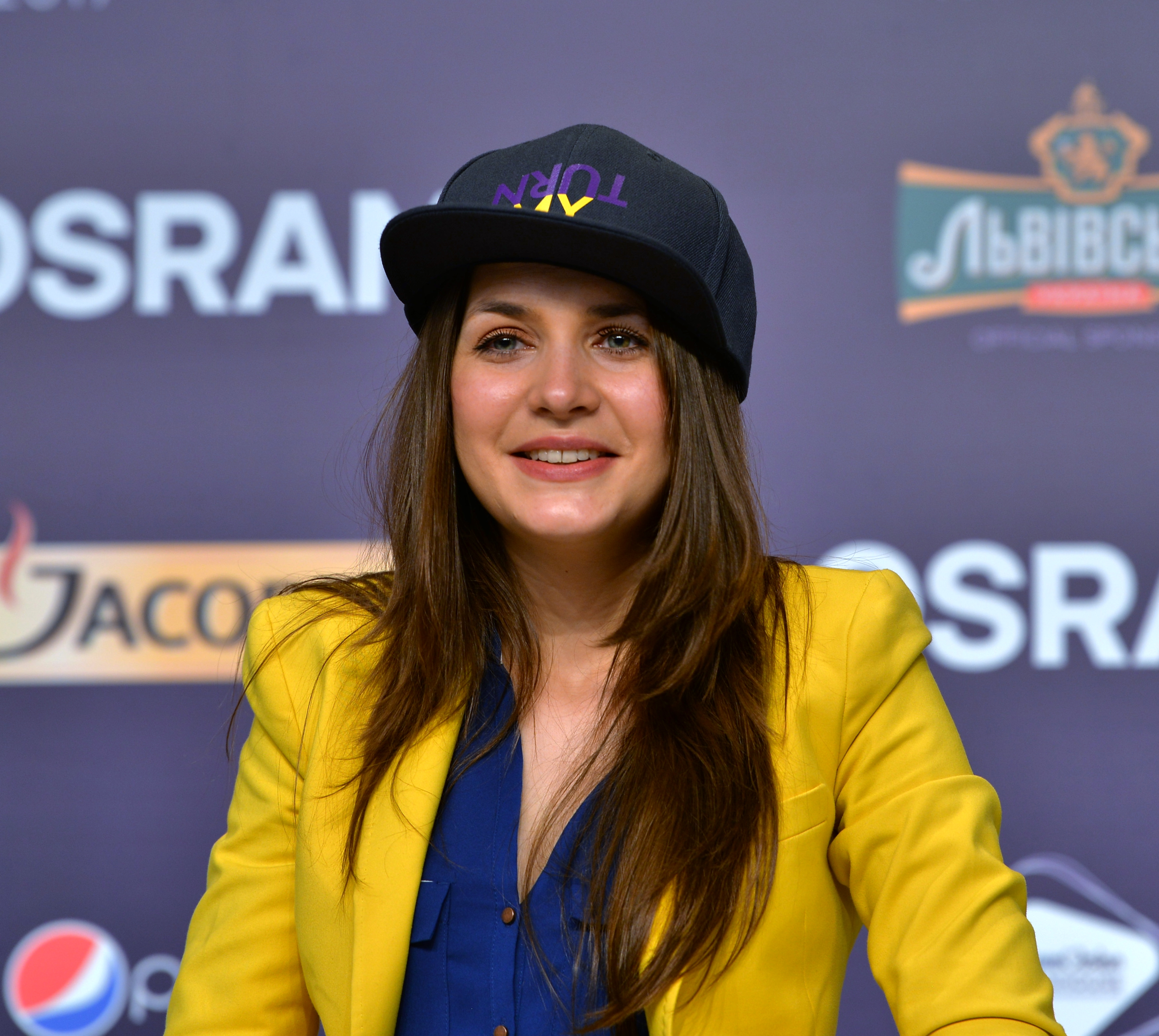
La cantante de jazz checa Martina Barta en el Festival de la Canción de Eurovisión 2017 en Kyiv

### Festival de la Canción de Eurovisión 2017
Esta fue la representación checa en el Festival de Eurovisión 2017, interpretada por Martina Bárta.
El 31 de enero de 2017 se organizó un sorteo de asignación en el que se colocaba a cada país en una de las dos semifinales, además de decidir en qué mitad del certamen actuarían. Como resultado, la canción fue interpretada en 14º lugar durante la primera semifinal, celebrada el 9 de mayo de 2017. Fue precedida por Islandia con Svala interpretando «Paper» y seguida por Chipre con Hovig interpretando «Gravity». La canción no fue anunciada entre los diez temas elegidos para pasar a la final, y por lo tanto no se clasificó para competir en esta. Más tarde se reveló que el país había quedado en 13º puesto con 83 puntos.